# Johann Caspar von Orelli
Johann Caspar von Orelli (Zurigo, 13 febbraio 1787 – Zurigo, 6 gennaio 1849) è stato un filologo classico svizzero.

## Biografia
Nacque a Zurigo da una famiglia aristocratica originaria di Locarno che si rifugiò a Zurigo all'epoca della Riforma Protestante. Suo cugino, Johann Conrad Orelli (1770-1826), fu un autore di numerose opere greche.
Dal 1807 al 1814 Orelli fu predicatore a Bergamo, dove prese anche a interessarsi di letteratura italiana. Pubblicò Contributi alla Storia della poesia italiana (1810) e una biografia (1812) di Vittorino da Feltre.
Nel 1814 divenne insegnante di lingue moderne e di storia presso la scuola cantonale di Coira; nel 1819, fu professore di eloquenza e ermeneutica presso il Carolinum di Zurigo e nel 1833 fu professore presso l' Università di Zurigo, la cui la sua fondazione fu in gran parte merito suo.
Durante questo periodo si dedicò alla letteratura classica e all'antichità. Aveva già pubblicato (1814) un'edizione, con note e commenti critici, dell'Antidosis di Isocrate, il cui testo completo, basato sui manoscritti delle biblioteche ambrosiane e lauretane, fu fatto da Andreas Mustoxydis di Corfù.

## Opere
Le tre opere accademiche su cui poggia la sua reputazione sono le seguenti:
1. Un'edizione delle opera omnia di Cicerone in otto volumi (1826-1838).
2. Le opere di Orazio (1837-1838).
3. Una raccolta di epigrafi latine (Inscriptionum Latinarum selectarum amplissima collectio; 1828; edizione rivista da Wilhelm Henzen, 1856), utile per lo studio della religione e della vita pubblica e privata nell'antica Roma.

Le sue edizioni di Platone (1839–1841, che includono i vecchi scholia, in collaborazione con A. W. Winckelmann) e di Tacito (1846–1848) meritano una menzione.